# Haplogrupo L5 (ADNmt)
El Haplogrupo L5 es un antiguo haplogrupo mitocondrial originario del África Oriental, probablemente en Etiopía. Fue denominado anteriormente L1e y se encuentra especialmente en el África Oriental y en los pigmeos mbuti. 
L5 es descendiente del haplogrupo L2-6, tiene una antigüedad aproximada entre 114.000 y 126.000 años y está definido por las mutaciones 459.1C, 3423, 7972, 12432, 12950, 16148 y 16166.

## Distribución
Se encuentra en África disperso y en bajas frecuencias. El mayor índice se encuentra entre los mbuti con 15%.
África Oriental: L5 se encuentra al este de África con frecuencias del 6% como promedio, encontrándose especialmente en Tanzania en sandaveses. En otras zonas de África Oriental lo encontramos en Kenia 2.8% y en pequeñas frecuencias en Mozambique.
Cuerno de África: Encontrado en hablantes de lenguas cusitas (4%). En Etiopía 3%, especialmente en gurages. 
Norte África: En Sudán 5%, Nubia 3.8% y Egipto 2.4%.
Asia: se encontró al norte y Oeste de Arabia Saudita (2.5%) en su variedad L5a1.

### Subclados
L5 (459.1C, 3423, 7972, 12432, 12950, 16148 y 16166) presenta los siguientes subclados:
- L5a (antes L1e2)
  - L5a1
    - L5a1a: Encontrado en Etiopía y Kuwait.
    - L5a1b: En Etiopía y en los Sara (Chad)
    - L5a1c: En los pigmeos mbuti (Congo).

  - L5a2: En los ronga (Mozambique).
- L5c (antes L1e1)
  - L5c1: En Etiopía.
  - L5c2: Encontrado en Egipto.

| Haplogrupos de ADN mitocondrial humano |                      |      |      |      |      |      |      |      |      |      |      |      |      |      |    |    |       |       |   |   |   |   |   |   |   |  |   |   |   |   |  |  |  |  |    |    |    |
|                                        | Eva mitocondrial (L) |      |      |      |      |      |      |      |      |      |      |      |      |      |    |    |       |       |   |   |   |   |   |   |   |  |   |   |   |   |  |  |  |  |    |    |    |
| L0                                     | L1–6                 | L1–6 | L1–6 | L1–6 | L1–6 | L1–6 | L1–6 | L1–6 | L1–6 | L1–6 | L1–6 | L1–6 | L1–6 | L1–6 |    |    |       |       |   |   |   |   |   |   |   |  |   |   |   |   |  |  |  |  |    |    |    |
| L0                                     | L1                   | L2   |      |      |      | L3   | L3   | L3   | L3   | L3   | L3   | L3   | L3   | L3   | L3 | L3 | L3    | L3    |   |   |   |   |   |   |   |  |   |   |   |   |  |  |  |  | L4 | L5 | L6 |
| L0                                     | L1                   | L2   | M    | M    | M    | M    | M    | M    | M    | N    | N    | N    | N    | N    | N  |    |       |       |   |   |   |   |   |   |   |  |   |   |   |   |  |  |  |  | L4 | L5 | L6 |
| L0                                     | L1                   | L2   | CZ   | CZ   | D    | E    | G    | Q    |      | A    | I    | O    | R    | R    | R  | R  | R     | R     | R | R | R | R | R | R | R |  | S | W | X | Y |  |  |  |  | L4 | L5 | L6 |
| L0                                     | L1                   | L2   | C    | Z    | D    | E    | G    | Q    | B    | A    | I    | O    | F    | R0   | R0 |    | R2'JT | R2'JT |   |   | P | P |   | U |   |  | S | W | X | Y |  |  |  |  | L4 | L5 | L6 |
| L0                                     | L1                   | L2   | C    | Z    | D    | E    | G    | Q    | B    | A    | I    | O    | F    | HV   | HV | JT | JT    | K     |   |   | P | P |   |   |   |  | S | W | X | Y |  |  |  |  | L4 | L5 | L6 |
| L0                                     | L1                   | L2   | C    | Z    | D    | E    | G    | Q    | B    | A    | I    | O    | F    | H    | V  | J  | T     | K     |   |   | P | P |   |   |   |  | S | W | X | Y |  |  |  |  | L4 | L5 | L6 |